# Мирза Мохаммад Талыш
Мирза Мохаммад Талыш (тал. Mirza Myhammad Tološ,перс. میرزا محمد تالش‎), также известный как Мирза Мохаммад Михрани (тал. Mirza Myhammad Mihrani,перс. میرزا محمد مهرانی‎), был иранским дворянином и известным военачальником талышского происхождения. Был потомком Михранидов, а его предки были наследственными правителями Астары. Мирза Мохаммад был губернатором Астары, а позже стал сефевидским наместником Йезда. Был женат на сестре Али Бега Чакирлу, губернатора Ак-коюнлу в Ардебиле. В основании и укреплении власти Сефевидов большую помощь Исмаилу оказали местные талышские феодалы. Они же позднее получили от этой поддержки и немалые экономические выгоды. Крупнейшим феодалом Талыша в период странствий Исмаила был Мир за Мухаммад Талыш, контролировавший Астару и прилегающие к ней районы. Он жил в Астаре, в местечке Арчиван.
Мирза Мохаммад появляется в источниках с 1500 года. Он упрекнул своего служащего, Хамза-бека, за попытку убийства Исмаиле I во время его проживания в Талыше, но вскоре его собственная поддержка ослабла. Намеревался предать Исмаила, но его отговорил другой последователь Исмаила. Он был также очень активным борцом за шаха Исмаила и участвовал в многочисленных экспедициях. При шахе Исмаиле I (годы правления с 1501—1524 года) он входил в число держателей кызылбашких тиуль. Неясно, оставался ли он правителем Астары, так как во время этих походов командовал курчинскими войсками Талыша. 
Другой пост, который он занимал во время правления Исмаила, был смотрителем мавзолея шейха Сефи ад-Дина.